# Владо Даверов
Владимир Георгиев Даверов е български писател и сценарист.

## Биография
Роден е в град Плевен на 27 август 1948 г. Завършва средно образование в Немската гимназия в гр. Ловеч и немска филология в Софийския университет. 
Почива на 8 януари 2025 г. след кратко боледуване и престой в столична болница.

## Награди
- Награда „Южна пролет“
- „Златен ланец“ на вестник Труд (2004)
- Първа награда на Московския филмов фестивал
- Гранд при – Сан Ремо
- Награда на публиката на фестивала „Златна роза“
- Награда за най-добър сценарий на Съюза на филмовите дейци.

## Филмография (сценарист)
- Двама мъже извън града (1998)
- Суламит (1997)
- Бизнесмен (1996)
- Нощта на самодивите (1995)
- Трафик (1995)
- Полицаи и престъпници: Голямата ченгеджийница (1993)
- Делото (1989)
- Вчера (1988)
- Живот до поискване (1987)
- Царска пиеса (1982)